# Moshé Zwarts

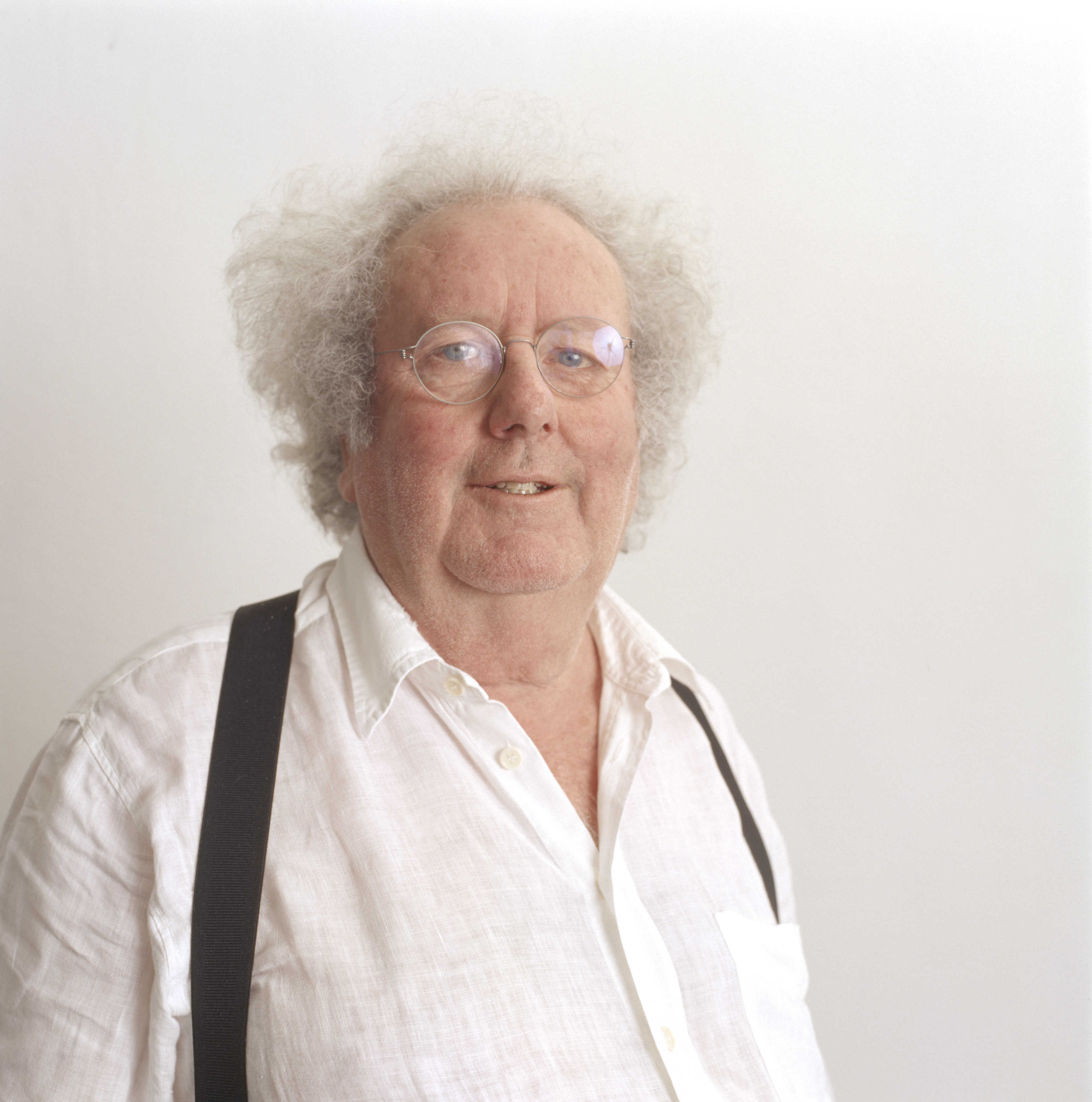
Moshé Zwarts

Moshé Zwarts (Haifa, 27 augustus 1937 – Amsterdam, 4 december 2019) was een Nederlands architect en professor bouwmethodiek aan de TU Delft en aan de TU Eindhoven. Zwarts was vooral bekend vanwege zijn ontwerpen voor stadions, tunnels, viaducten, bruggen en abri's.

## Biografie

### Jeugd en Tweede Wereldoorlog
Zwarts werd geboren op 27 augustus 1937 in Haifa, wat toen nog onderdeel was van Palestina waar zijn Joods-Nederlandse ouders destijds woonden. Nadat de familie in 1939 terugverhuisde naar Amsterdam, werden zij in de Tweede Wereldoorlog gedeporteerd naar Kamp Westerbork en uiteindelijk naar kamp Bergen-Belsen. Ze werden bevrijd uit het concentratiekamp door het Russische Rode Leger. Bij hun terugkeer in Amsterdam werden ze ontvangen in de catacomben van het Centraal Station Amsterdam. Deze ruimte, die normaliter werd gebruikt voor de opslag van vrachtgoederen, maakte op de 7-jarige Zwarts een kille indruk. Die indruk is vastgelegd in een tekst op een herdenkingsplaquette in het Centraal Station van Amsterdam die is onthuld op 30 augustus 2019. De plaquette is door de NS geplaatst op verzoek van Zwarts.
| Ik was zeven jaar en had samen met mijn ouders Bergen-Belsen overleefd. We bezaten niets meer en werden opgevangen in de catacomben van het Centraal Station, die dienden als opslag voor vrachtgoederen. Aan die koude ontvangst op die lugubere plek heb ik vaak gedacht. — Moshé Zwarts |

### Studie bouwkunde
Na het afronden van de HBS studeerde Zwarts bouwkunde aan de Technische Universiteit van Delft. Cornelis van Eesteren en Jo van den Broek waren belangrijke inspiratiebronnen voor Zwarts. Voor zijn afstudeerproject in 1963 was Van den Broek zijn mentor. Zwarts slaagde cum laude met een project dat een nieuw ontwerp voor Schiphol betrof, gemaakt op basis van optimalisatiestudies met de computers van de TU Delft en Universiteit Leiden. Hij was de eerste architect op de faculteit Bouwkunde die computers gebruikte als deel van het ontwerpproces.

### Shell en hoogleraarschap
Na zijn afstuderen ging Zwarts werken voor het Shell Plastic Laboratorium, waar hij van 1963 tot 1969 werkzaam was. Tijdens zijn onderzoek naar de toepassingen van plastic in de bouw, ontwikkelde hij nieuwe lichtgewicht bouwsystemen speciaal voor de sociale woningbouw, waardoor woningen beter, goedkoper en sneller gebouwd kon worden. In 1969 kreeg Zwarts een positie als lector aangeboden aan de Technische Universiteit Eindhoven. Tussen 1981 en 1989 was hij de eerste hoogleraar bouwmethodiek aan zowel de TU Eindhoven als de TU Delft.

### ZJA en overlijden
In 1990 richtte Zwarts samen met compagnon Rein Jansma het architectenbureau ZJA op. Zij richtten zich vooral op het ontwerpen van stadions en infrastructurele constructies. In 2009 trad Zwarts op 72-jarige leeftijd terug en ging hij met pensioen. Hij overleed op 4 december 2019, hij liet zijn echtgenote en twee kinderen achter. Moshé Zwarts is 82 jaar oud geworden..

## Projecten
Hieronder volgt een beknopte lijst van bouwwerken waar Zwarts aan heeft gewerkt.
- 1991 - Nederlands paviljoen op Expo '92 [9]
- 1993 - Plantenkas Hortus Botanicus Amsterdam [10]
- 1994 - Renovatie van Stadion Feijenoord [11]
- 2002 - Verbouwing van Stadion Galgenwaard [12]
- 2006 - De Netkous - tramviaduct in de Haagse wijk Bezuidenhout [13]
- 2007 - Cars Jeans Stadion (ADO Den Haag-stadion) te Den Haag [14]
- 2019 - Nieuw dak voor het AFAS Stadion (AZ-stadion) te Alkmaar [15]

## Publicaties
Publicaties met bijdrages door Moshé Zwarts:
- Zwarts & Jansma Architects. Door Jeroen Mensink. Amsterdam: Architecture & Natura, 2003. ISBN 9-05-662303-6
- Architecten 15 portretten. Amsterdam: Architectura & Natura, 2005. ISBN 9-07-686329-6
- Architectuur als discipline. Door Bart Goldhoorn. Rotterdam: NAI uitgevers, 1996. ISBN 9-05-662031-2
- Architecture Now. Amsterdam: Architectura & Natura, 1991. ISBN 9-07-157011-8